# 김기홍 (1983년)
김기홍(金起弘, 1983년 8월 13일 ~ 2021년 2월 24일)은 대한민국의 인권운동가, 교사였다. 경상대학교 음악교육과를 졸업했다. 제주퀴어문화축제의 조직위원장을 역임했으며 녹색당 당원으로 활동했다. 또한 제주에서 기간제 음악교사로도 일했다. 2021년 자살로 생을 마감했으며 시신은 화장되어 양지공원 제3추모의 집에 안장되었다.

## 학력
- 경상대학교 음악교육과 졸업

## 역대 선거 결과
|  | 4.87% |

|  | 0.21% |

## 같이 보기
- 변희수